# Popeck
Ne doit pas être confondu avec Popek ou Popeye.
Judka Herpstu, dit Popeck, est un humoriste et acteur français né à Paris le 18 mai 1935.
Fils d'immigrés juifs d'Europe de l'Est, enfant caché pendant la guerre, il s'oriente d'abord vers une carrière d'acteur dramatique sous le pseudonyme de Jean Herbert.
Au milieu des années 1960, inspiré par la personnalité de son père, il crée le personnage de Popeck, vieux grognon râleur, reconnaissable à son accent yiddish, son costume trois-pièces et son chapeau melon, vendeur de caleçons molletonnés de son état, qui ne cesse de répéter à son auditoire : « On n'est pas des sauvages, tout de même ! »
Il devient connu du grand public à partir de 1978 suite à son premier succès au Café d’Edgar de Montparnasse. Ses nouveaux succès d'humoriste le poussent alors progressivement à abandonner le répertoire classique au profit de spectacles comiques et de sketchs qu'il joue d'abord dans de petits théâtres, puis sur des scènes plus importantes, comme l'Olympia ou le Palais des congrès. Des sketchs comme Le Tribunal,  Le Dîner chez Maxim's et Le Bois de Boulogne sont devenus des classiques du genre et lui ont permis de participer à plusieurs films au cinéma ou à la télévision, dont Le Pianiste du réalisateur oscarisé Roman Polanski (2002) ou Ils sont partout d’Yvan Attal (2016).
Souvent considéré comme « le doyen de l'humour » en France,, Popeck continue de se produire régulièrement sur scène.

## Biographie

### Enfance, formation et débuts
Judka Herpstu naît le 18 mai 1935, dans le 10e arrondissement de Paris, benjamin d'une famille juive ashkénaze. Son père, Jancu Herpstu (1878-1961), venant de Roumanie, est naturalisé le 25 juin 1910. Il échappe à la conscription mais est mobilisé en août 1914 jusqu'à sa réforme le 11 novembre suivant. Il rencontre sa mère Esther Zgierska, née en décembre 1900 à Varsovie en Pologne russe et plus jeune que lui de vingt-deux ans. Il a trois demi-sœurs, deux plus âgées que lui de 34 ans (Léontine dite Lyli) et 29 ans (Berthe), nées dans le 18e arrondissement de Paris, issues du premier mariage de son père et une, âgée de 10 ans de plus que lui, issue d'une première union de sa mère. Ils vivent pauvrement dans une chambre de bonne au 36 rue de Rochechouart, dans le 9e arrondissement.
Il apparaît à trois ans dans le film La Charrette fantôme de Julien Duvivier, sorti en 1939. Grandissant en France dans une famille où l'on parle le yiddish, il le comprend peu ou prou mais ne le parle pas et déclare avoir eu honte de l'accent de son père.

### Un enfant de l’OSE
La Seconde Guerre mondiale s'abat sur la France et l'enfant est confié pendant l'exode aux bons soins de l'Œuvre de secours aux enfants qui le place au Château de Chaumont (Creuse) jusqu'au début de l'année 1942, où son père vient le récupérer. L'enfant, qui doit porter l'étoile jaune, est de nouveau placé par l'OSE en novembre 1942 auprès d'agriculteurs, à Viarmes, jusqu’à la Libération et, derechef en mai 1945, après qu’il a été renvoyé de l'école de la rue Louis-Blanc, dans le 10e arrondissement pour avoir frappé un élève qui l'avait traité de "sale Blum".
Entre les visites occasionnelles de son père, et la mort en déportation d’une mère dont il n'a pas gardé un souvenir bien précis (il a sept ans lorsqu’elle est raflée sans comprendre ce qu’on peut bien lui reprocher ; déportée à Drancy par le convoi n° 3, elle est assassinée à Auschwitz), c’est l’OSE qui lui sert de foyer principal, c’est là qu’il se construit ses premiers souvenirs et qu’il s’amuse clandestinement à mélanger les accents des parents absents ou disparus[réf. nécessaire].
En septembre 1945, il est placé en pension au Mesnil-le-Roi, en Seine-et-Oise, puis dans un foyer pour adolescents au Vésinet, et apprend l'ébénisterie à Saint-Germain-en-Laye. Il travaille ensuite faubourg Saint-Antoine dans un atelier d’ébénisterie. Après la fermeture de l'atelier où il travaillait, il devient clerc d'huissier pendant un mois. Il entre ensuite dans un foyer de jeunes travailleurs à La Varenne Saint-Hilaire, dans la Seine.
À 19 ans, il fait ce qu’il qualifie de bêtise avec Marina, une Bretonne de deux ans sa cadette qui se retrouve enceinte de son fait. La directrice du foyer l’astreint à ses responsabilités, et les noces se tiennent à Saint-Maur-des-Fossés, trois mois avant la naissance de son premier fils, Ludovic-David. Le jeune couple vit dans un petit appartement dans le Marais mais se dispute continuellement. Il déclarera le 28 janvier 2021 avoir été en réalité violé et battu par sa femme, affirmant que les policiers qui ont reçu sa plainte se sont moqués de lui,. Quoi qu’il en soit, il divorce et se remarie avec Anne, étudiante,. Il a avoué en 2024, dans l'émission L'Invité de TV5 Monde, que c'était en fait un bout de Sketch, donc à prendre au second degré.

### Rue Saint-Martin
De 1956 à 1962, Judka Herpstu réside au 169 de la rue Saint-Martin ; il vit de petits métiers dont celui de vendeur de caleçons molletonnés sur les marchés, clerc d'huissier, manutentionnaire, gardien de nuit, chauffeur de poids lourds pour la SNCF, livreur, employé des pompes funèbres chargé de livrer fleurs et couronnes.
Incorporé en février 1957 au 1er régiment du train où se trouve également Jean Yanne, il est dispensé d'aller faire la guerre en Algérie, car sa mère est morte en déportation.
Ambitionnant de faire la comédie depuis que la directrice de La Varenne lui avait demandé de jouer le rôle du capitaine dans Maître après Dieu à l'occasion d'une fête au foyer, il s’inscrit au cours Simon et remporte le prix Marcel Achard qui lui est délivré par son éponyme (lorsqu’il montre ce prix à son père, celui-ci salue la réussite de son fils par « Je me demande de qui tu tiens ce don-là! […] Ça doit être de ta mère, elle mentait tout le temps »). Sur les conseils de René Simon, il prend un pseudonyme et décide de garder ses initiales et de se faire appeler "Jean Herbert". Il se destine alors à une carrière dramatique mais n’obtient que des petits rôles au théâtre, à la télévision dans Chéri-Bibi de Jean Pignol et au cinéma, notamment dans Les Compagnons de Baal de Pierre Prévert par l’entremise de son ami Charles Denner.

### Du drame à la comédie

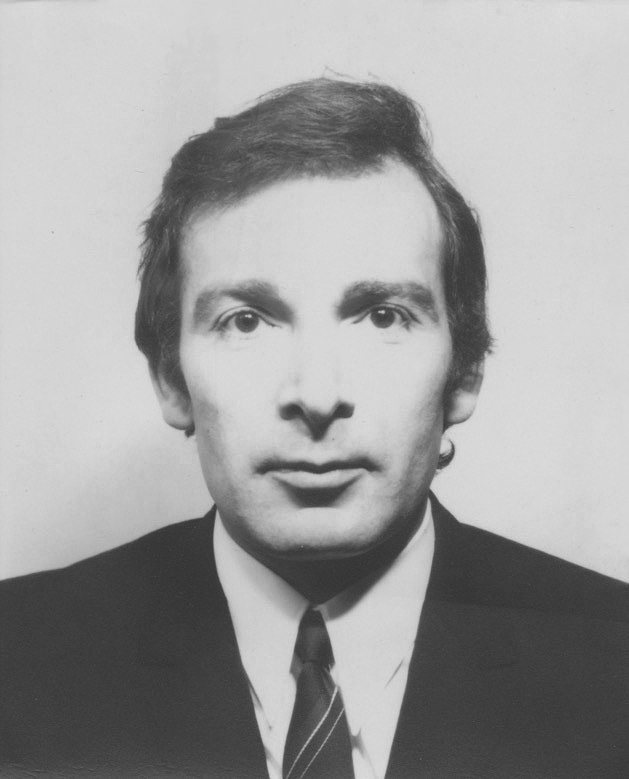
Popeck en 1969 (photo d'identité Sacem).

Le personnage de Popeck est créé en 1968, alors que Judka Herpstu joue un rôle de valet russe dans l’Idiot de Dostoïevski aux côtés de son ami le comédien Marie-Pierre de Gérando ; à l'entracte, revêtu de son costume de scène trois-pièces, il divertit l’assistance en imitant l'un de ses anciens patrons et son père, mort sept ans avant. Poursuivant sa carrière, il rode ses sketchs dans de petits cabarets et, tandis que « Jean Herbert » n'est connu que d'un petit nombre d'intermittents du spectacle, « Popeck » se fait un nom au café-théâtre, notamment au Café d'Edgar de Montparnasse.
Il décroche cinq ans plus tard le rôle de Moïshe Schmoll dans Les Aventures de Rabbi Jacob dirigé par Gérard Oury. Bien que mineur, ce rôle qu’il joue au côté de Louis de Funès, l'encourage fortement à poursuivre dans cette veine humoristique mais il est averti par l’impresario de Brigitte Bardot qu’il risque d’être cantonné dans un genre qui ne rend pas justice à ses talents de comédien, il ne saisit pas la perche et choisit de faire figurer "Jean Herbert" au générique, un choix qu’il dira ensuite regretter.
"Jean Herbert" disparaît en effet progressivement pour laisser la place au personnage du Juif ashkénaze, à la télévision comme à la scène. L'Olympia en 1990, le festival Juste pour rire de Montréal et le Palais des congrès, où il fait salle comble en 1992, lui ouvrent leurs portes. Pierre Chesnot lui écrit une pièce sur mesure, Drôles d'oiseaux, dans laquelle il triomphe également. Son talent d’humoriste mais aussi de comédien, désormais reconnu, il se voit offrir de plus grands rôles dont Harpagon dans l'Avare ou Toussaint dans Bas les cœurs. Cependant, dans ces rôles et d’autres, qu’ils soient comiques (comme dans l’Amour Foot de Robert Lamoureux) ou dramatiques (il a incarné le fou du ghetto de Varsovie en 2002, dans Le Pianiste de Roman Polanski), qu’ils soient liés ou non au monde juif (comme Léonide, le divorcé acariâtre de Sylvia et propriétaire de la Rêverie ou Ernest, le patriarche de Simon Konianski), c’est le nom de Popeck (ou Popek) qui figure à l’affiche ou au générique.
Le comique, devenu le doyen de l'humour français, poursuit ses tournées et pense faire ses adieux au public en 2011, à l’âge de 75 ans. Sa tournée, intitulée C'est la dernière fois !, l'emmène à travers la France, la Belgique et la Suisse mais aussi, pour la première fois de sa carrière, en Israël. En raison de son succès, le spectacle est prolongé et des représentations sont encore données en 2014, Popeck déclarant sur son site officiel : « J'ai l'impression de rajeunir, quand je suis sur scène ». Fin 2017, il présente encore un nouveau spectacle, Même pas mort, à l'Archipel à Paris.
À partir de septembre 2023, il se produit au théâtre de Passy pour ce qu'il annonce être son dernier spectacle : Fini de rire, on ferme ! ; une diffusion de la captation de ce spectacle à la télévision a lieu le 1er janvier 2025.

## Le personnage

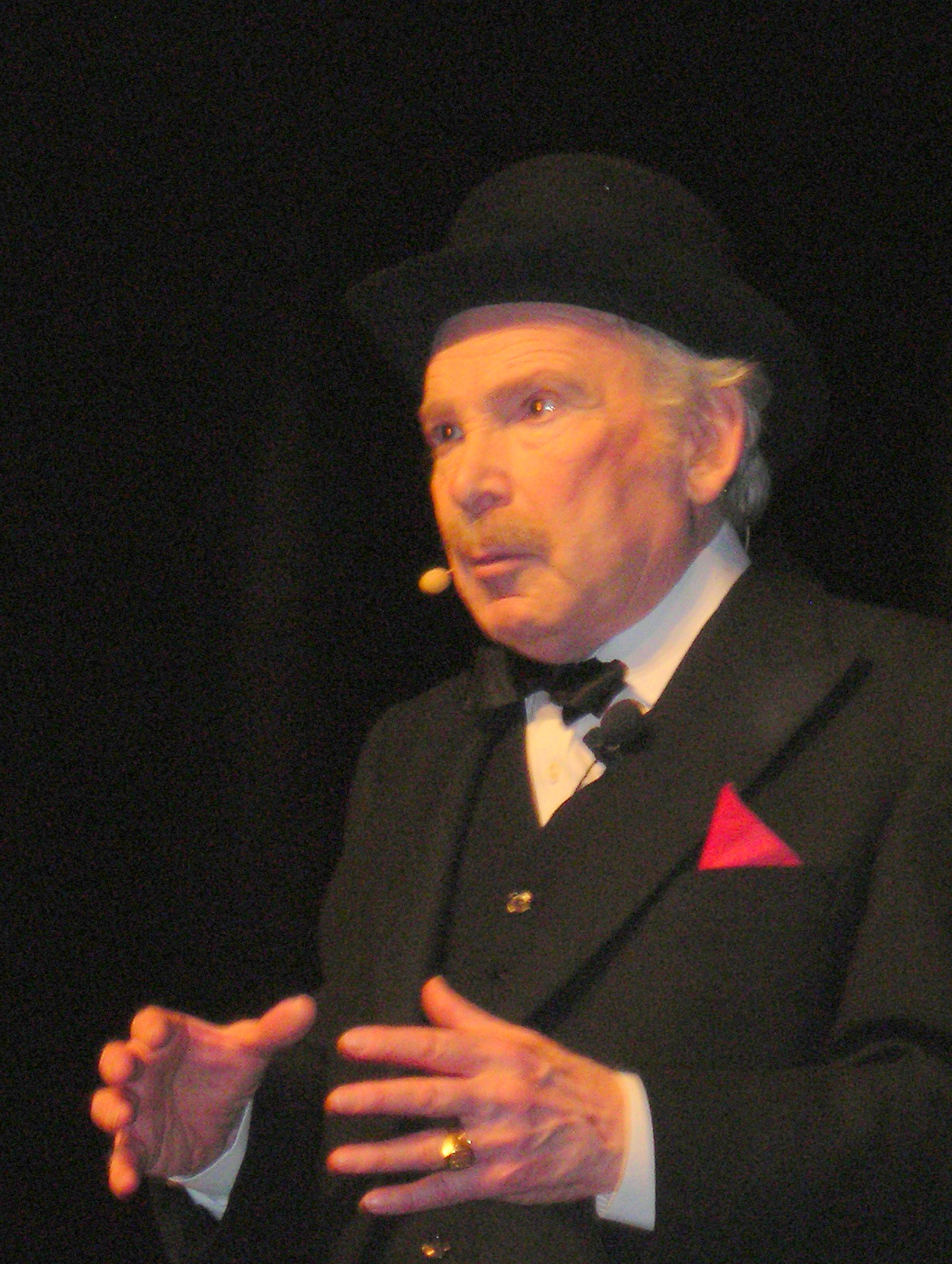
Popeck en spectacle à Bures-sur-Yvette en mars 2010.

Popeck a expliqué le choix de ce pseudonyme : 

« J'ai été Herbert pendant quinze ans. Je suis devenu Popeck en juin [19]77. Popeck ! Ça sonne comme kopeck ; en polonais, tchepeck [en réalité, skrzypek] signifie « violon grinçant » mais se dit aussi d'un homme grinçant. Comment m'est venu le nom de Popeck ? Je le dis dans l'un de mes sketches. Comme Beethoven, qui une nuit a entendu Pom pom pom pom, moi j'ai entendu Po po Popeck, et voilà, ! »

Le personnage de Popeck (du polonais Popek, « le petit Paul ») est principalement inspiré du vécu de Judka (yiddish : יודקא Yodke, « le petit Juda » ou « le petit Juif ») Herpstu, et de celui de son père. Comme ce dernier, Popeck est un Français originaire d'un petit village d'Europe centrale, qui s'est tant bien que mal adapté à la culture du pays d'accueil mais n'a pu perdre son accent, que le comédien a obtenu en faisant une « salade grecque » des accents yiddish de ces contrées. Son costume agrémenté d'un chapeau melon (qu'il aura gardé toute sa carrière) évoque Charlot, sa valise flanquée des étiquettes « Varsovie », « Bucarest » et « Chalom (sic)-sur-Marne » ses origines et son parcours.
Judka Herpstu, étant d'un naturel timide, son double à l'accent aura tendance à compenser ce trait par une certaine pugnacité : c'est un râleur qui bougonne voire « engueule » son public. Son apostrophe la plus fréquente, « On n’est pas des sauvages, tout de même ! », a elle aussi été puisée dans l'enfance de l’interprète qui, parlant sans accent étranger et gêné par celui de son père, tentait de limiter ses interventions en public et s'entendait pour cette raison traiter de « sauvage ».
Les premiers sketchs de Popeck sont pour la plupart tirés de différentes expériences, notamment professionnelles, de l'auteur. Le personnage est indubitablement juif, mais son humour ne l'est pas ; Judka Herpstu se verra reprocher à ses débuts de caricaturer l’accent yiddish, alors qu’il est incapable de parler cette langue, et de promouvoir des préjugés entretenus à l'égard des Juifs.
Il faut noter que Popeck est un chanteur remarqué dans son sketch Popeck et Mozart.

## Spectacles

### One Man Shows

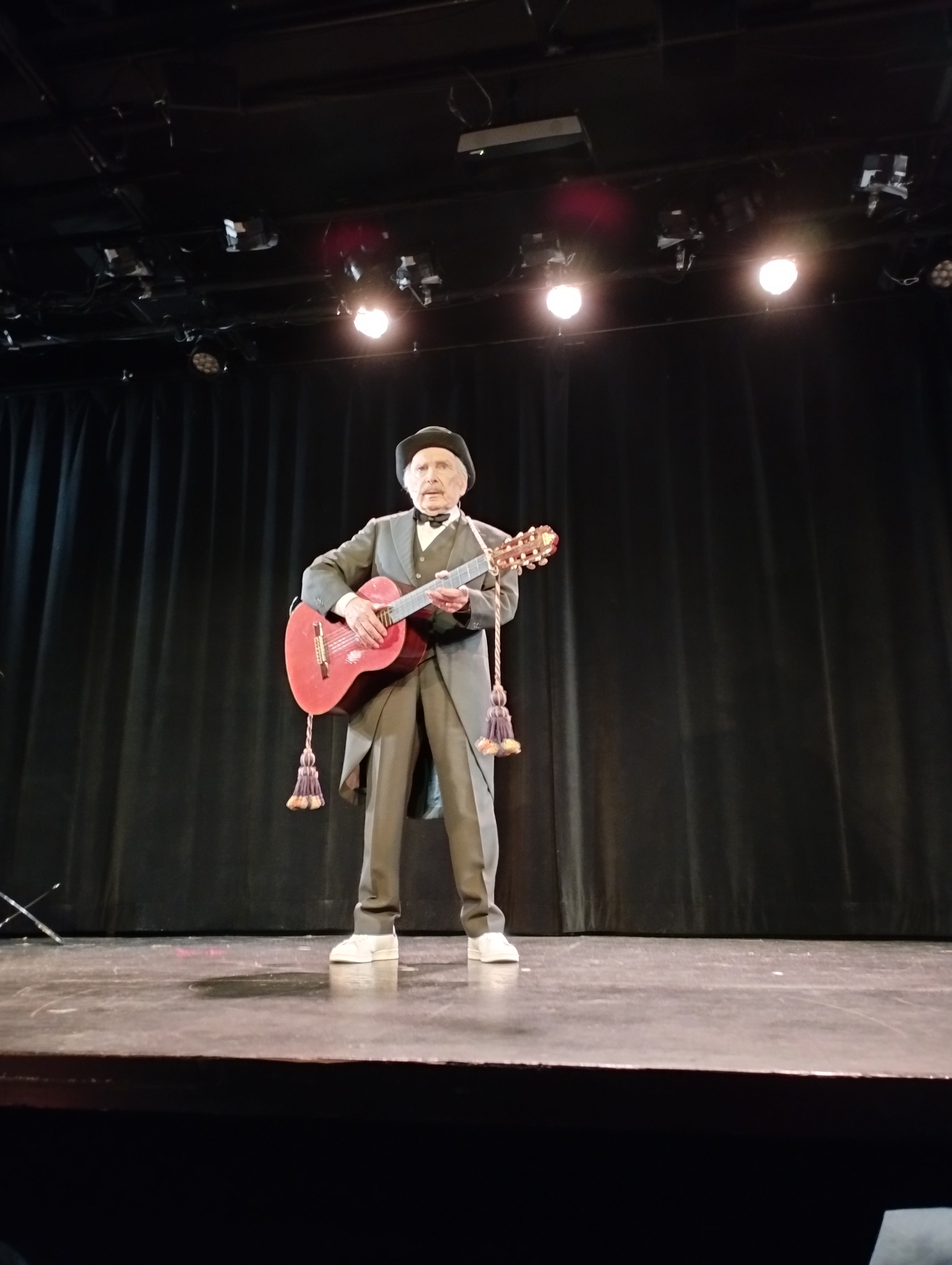
Popeck au théâtre de Passy, en décembre 2023.

- 1978-1980 : spectacle au théâtre d'Edgar
- 1981 : spectacle au théâtre La Bruyère
- 1982 : spectacle à l'Olympia
- 1984 : spectacle à l'Olympia
- 1990 : spectacle à l'Olympia
- 1992 : spectacle au Palais des congrès
- 1995 : spectacle au Casino de Paris
- 2003-2004 : Y'en a encore en réserve (théâtre Rive Gauche)
- 2007 : Je reviens (Olympia et tournée)
- 2009 : Je râle pour vous ! (tournée en France et Belgique)
- 2010-2015 : C'est la dernière fois ! (théâtre du Gymnase Marie Bell, festival Off d'Avignon, théâtre Daunou, théâtre des Variétés et tournée en France)
- 2011-2014 : En petit comité ! (L'Archipel)
- 2016-2017 : J'irai jusqu'au bout ! (tournée en France, Belgique et Suisse)
- 2017-2019 : Même pas mort ! (L'Archipel et tournée en France)
- 2023-2025 : Fini de rire, on ferme (théâtre de Passy)

### Participations
- 1986 : Festival Juste pour rire (Montréal, Québec)[40]
- 2006 : Gala de l'humour (théâtre du Gymnase)
- 2014 : Les éternels du rire (Dôme de Paris - Palais des Sports et tournée en France)

## Théâtre
Note : sauf mention contraire, les informations ci-dessous sont issues des Mémoires de Popeck.
- 1962 : Coralie et Cie d’Albin Valabrègue et Alfred Hennequin, mise en scène Jean Le Poulain (théâtre Sarah-Bernhardt)
- 1963 : Pauv' Papa d’Arthur Kopit (adaptation de Marcel Aymé), mise en scène Jean Le Poulain (théâtre des Bouffes-Parisiens)
- 1964 : Ce soir on improvise de Luigi Pirandello, mise en scène André Barsacq (théâtre de l'Atelier)
- 1965-1966 : L'Idiot de Fiodor Dostoïevski, mise en scène André Barsacq (théâtre de l'Atelier)
- 1968 : The Connexion de Jack Gelber (en) (adaptation d'Alain Brunet), mise en scène Jean Collomb (théâtre des Arts)
- 1969 : Les Bouches inutiles de Simone de Beauvoir, mise en scène Jean Collomb (Festival de Marjevols)
- 1971 : Maître Puntila et son valet Matti de Bertolt Brecht, mise en scène Jacques Rosner (Centre dramatique du Nord)
- 1972 : Incident à Vichy (en) de Arthur Miller, mise en scène Michel de Ré (tournée en France)
- 1997 : Drôles d’oiseaux de Pierre Chesnot, mise en scène Yves Pignot (Théâtre du Palais-Royal)
- 1998 : Face à face de Francis Joffo, mise en scène de l'auteur (Théâtre du Palais-Royal)
- 2002 : L'Avare de Molière, mise en scène Jean-Luc Moreau (tournée en France)
- 2009 : L'Amour foot de Robert Lamoureux, mise en scène Francis Joffo (tournée en France, Suisse et Belgique)
- 2016 : Toc toc de Laurent Baffie, mise en scène de l'auteur (Le Palace)
- 2020-2021 : Des larmes de crocodiles de Claude Cohen et Thierry Crouzet, mise en scène Olivier Lejeune (tournée)

## Filmographie

### Cinéma
- 1939 : La Charrette fantôme de Julien Duvivier
- 1966 : Le Chien fou d'Eddy Matalon
- 1972 : Themroc de Claude Faraldo : le tailleur de crayons
- 1973 : Les Aventures de Rabbi Jacob de Gérard Oury : Moishe Schmoll
- 1974 : C'est pas parce qu'on a rien à dire qu'il faut fermer sa gueule de Jacques Besnard : le flic
- 1975 : Cousin, cousine de Jean Charles Tacchella : Sacy
- 1976 : Le Guêpier de Roger Pigaut : Hans
- 1979 : Les Givrés de Alain Jaspard : le patron du bar
- 1981 : T'es folle ou quoi ? de Michel Gérard : le plombier
- 1984 : Adam et Ève de Jean Luret : Moishe Ben Hoït
- 1985 : Ne prends pas les poulets pour des pigeons de Jean Rollin : Paul le pirate
- 1985 : Banana's Boulevard de Richard Balducci : Goldenberg
- 1991 : Le Chef de gare (La stazione) de Sergio Rubini
- 1992 : L'angelo con la pistola de Damiano Damiani : le directeur
- 2002 : Le Pianiste (The Pianist) de Roman Polanski : « Rabbi » Rubinstein
- 2009 : Les folles aventures de Simon Konianski (Simon Konianski) de Micha Wald : Ernest
- 2011 : Beur sur la ville de Djamel Bensalah : le gitan
- 2016 : Ils sont partout de Yvan Attal : Lucien, un survivant de la Shoah

### Télévision
- 1968 : Les Compagnons de Baal de Pierre Prévert : Joseph
- 1969 : Que ferait donc Faber ? (série) de Dolorès Grassian
- 1973 : Monsieur Émilien est mort de Jean Pignol : le brigadier
- 1974 : Chéri-Bibi de Jean Pignol : Costaud
- 1974 : La Cloche tibétaine, épisode 7 : Les chemins de l'espérance de Michel Wyn
- 1975 : Saint-Just et la Force des choses de Pierre Cardinal : Morisson
- 1976 : Christophe Colomb de Jean-Paul Carrère : le père de Christophe Colomb
- 1983 : Julien Fontanes, magistrat, épisode 12 : L'âge difficile de Serge Friedman : le clown
- 1983 : Père Noël et fils de André Flédérick
- 1994 : La rêverie ou le mariage de Sylvia de Jean-Luc Trotignon : Léonide
- 2011 : Bas les cœurs de Robin Davis : Toussaint
- 2018 : Scènes de ménages : Ça s'enguirlande pour Noël !
- 2026 : Aytl Jensen fait son show ! de Aytl Jensen: Moïshé Schmoll (2 épisodes)

### Doublage
- 1980 : Le Roi et l'Oiseau : le ramoneur (version de Jacques Prévert)
- 2022 : The Fabelmans : l'oncle Boris (Judd Hirsch)

## Discographie
Note : sauf mention contraire, les informations ci-dessous sont issues des Mémoires de Popeck.

## Publications
- Popeck, Popeck raconte … les meilleures histoires de l'humour juif, Paris, Mengès, 1978, 221 p. (ISBN 978-2-253-02486-6).
- Popeck, Je veux bien qu'on rie, mais pas qu'on se moque : une drôle de vie, Paris, JC Lattès, 1985, 249 p. (ISBN 978-2-7096-0422-2).
- Popeck, On n'est pas des sauvages : Sketches, histoires et anecdotes, Paris, Le Cherche midi, 2000, 187 p. (ISBN 978-2-86274-798-9).
- Popeck, Le meilleur de l'humour juif : Dieu soit loué ! Et toujours à prix raisonnable, Paris, Le Cherche midi, 2011, 270 p. (ISBN 978-2-7491-2100-0).
- Popeck, De qui tu tiens ce don-là ? : Mémoires, Paris, Éditions de l'Archipel, 2017, 249 p. (ISBN 978-2-8098-2302-8).

## Distinctions
- 1961 : prix Marcel-Achard au Cours Simon[44]
- 2014 : médaille de la ville de Lesparre-Médoc[45]
- Membre de l'Académie Alphonse-Allais[46]